# Nemzeti Választási Iroda
A Nemzeti Választási Iroda független, autonóm államigazgatási szerv Magyarországon, amelyet a választások előkészítéséhez és lebonyolításához kapcsolódó központi feladatok ellátására hozott létre a jogalkotó a választási eljárásról szóló 2013. évi XXXVI. törvény keretében. Az NVI feladatai közé tartozik a választók, a jelöltek és az őket jelölő szervezetek pártsemleges tájékoztatása, a Nemzeti Választási Bizottság munkájának segítése, a választások lebonyolításához szükséges tárgyi és technikai feltételek megteremtése, valamint a területi és helyi szintű választási irodák munkájának segítése. A Nemzeti Választási Iroda élén elnök áll, akit a miniszterelnök javaslatára a köztársasági elnök nevez ki.

## Elnökei
- 2013–2020: Pálffy Ilona[2]
- 2020–: Nagy Attila Mihály[3]